# Nate Dogg
Nathaniel Dwayne Hale, mest känd under artistnamnet Nate Dogg, född 19 augusti 1969 i Clarksdale, Mississippi, död 15 mars 2011 i Long Beach, Kalifornien, var en amerikansk rappare, singer-songwriter och skådespelare.
Han var främst känd för sina många gästspel hos andra artister och blev för det nominerad för fyra Grammy Awards: 1995 för låten Regulate (med Warren G), 2001 för låten The Next Episode (med Dr. Dre och Snoop Dogg), 2002 för låten Area Codes (med Ludacris), samt 2007 för låten Shake That (med Eminem). Kända släktingar är Butch Cassidy och Snoop Dogg som han var kusin med. Snoop Dogg och Nate Dogg växte upp med varandra och tillsammans med Warren G bildade de gruppen 213.
Nate Dogg drabbades av en stroke 2007 och 2008. Han avled senare av en stroke den 15 mars 2011 i Kalifornien, USA.

## Studioalbum
- G-Funk Classics, Vol. 1
- Ghetto Preacher, 1997
- G-Funk Classics, Vols. 1 & 2,  1998
- The Prodigal Son, 2000
- Music and Me, 2001
- Nate Dogg, 2003